# 窄帶小鯷
窄帶小鯷（学名：Anchoa colonensis）為輻鰭魚綱鲱形目鳀科的其中一種，分布於中西大西洋區，包括加勒比海、南美洲北部海域，棲息深度可達50公尺，本魚體延長，吻短，約3/4眼徑，體側具一銀色窄條紋，臀鰭軟條17-21條，體長可達14公分，喜群游，棲息在淺水處。

## 擴展閱讀
維基物種上的相關：窄帶小鯷